# Liste des musées du Yorkshire du Sud
Cette liste des musées du Yorkshire du Sud, en Angleterre contient des musées qui sont définis dans ce contexte comme des institutions (y compris des organismes sans but lucratif, des entités gouvernementales et des entreprises privées) qui recueillent et soignent des objets d'intérêt culturel, artistique, scientifique ou historique. leurs collections ou expositions connexes disponibles pour la consultation publique. Sont également inclus les galeries d'art à but non lucratif et les galeries d'art universitaires. Les musées virtuels ne sont pas inclus.

## Musées
| Nom                                       | Image | Ville/Cité    | District       | Type               | Résume |
| ----------------------------------------- | ----- | ------------- | -------------- | ------------------ | --- |
| Abbeydale Industrial Hamlet               |       | Sheffield     | Sheffield      | Industrie          | Site historique de l'acier et du fer avec des acteurs de l'histoire vivante |
| Alfred Denny Museum                       |       | Sheffield     | Sheffield      | Histoire naturelle | Website, spécimens de biologie de l'université de Sheffield, ouvert tous les mois pour les visites guidées uniquement |
| Bank Street Arts                          |       | Sheffield     | Sheffield      | Art                | Centre d'art contemporain |
| Bishops' House                            |       | Sheffield     | Sheffield      | Maison historique  | Maison à colombages du début du XVIe siècle, expositions sur la vie aux XVIe et XVIIe siècles avec deux salles décorées dans le style jacobin                                                                                          |
| Brodsworth Hall                           |       | Brodsworth    | Doncaster      | Maison historique  | Exploité par l'English Heritage, cette maison de campagne victorienne présente des intérieurs de la fin du XIXe au XXe siècle et des jardins des années 1860                                                                           |
| Cannon Hall Museum, Park & Gardens        |       | Cawthorne     | Barnsley       | Multiple           | Une maison de campagne du XVIIe siècle, qui abrite des collections de meubles de qualité, de peintures, de céramiques et de verrerie, abrite le musée du régiment des 13th/18th Royal Hussars (Queen Mary's Own) et des Light Dragoons |
| Cawthorne Victoria Jubilee Museum         |       | Cawthorne     | Barnsley       | Local              | website, information, histoire locale, culture, agriculture |
| The Civic                                 |       | Barnsley      | Barnsley       | Art                | website, centre des arts de la scène avec galerie d'art |
| Clifton Park Museum                       |       | Rotherham     | Rotherham      | Multiple           | Histoire locale, archéologie, cuisine d'époque victorienne, jouets, poterie Rockingham , antiquités, histoire naturelle et sociale, artefacts et souvenirs des York and Lancaster Regiment                                             |
| Château de Conisbrough                    |       | Doncaster     | Doncaster      | Maison historique  | Exploité par l'English Heritage, donjon du château médiéval restauré et expositions sur la vie médiévale |
| Cooper Gallery                            |       | Barnsley      | Barnsley       | Art                | website, expositions d'art contemporain, collection de peintures, d'aquarelles et de dessins du XVIIe au XXe siècle |
| Cusworth Hall                             |       | Cusworth      | Doncaster      | Maison historique  | Maison de campagne restaurée du XVIIIe siècle avec des expositions sur l'histoire locale |
| Doncaster Museum & Art Gallery            |       | Doncaster     | Doncaster      | Multiple           | Histoire naturelle, archéologie, histoire locale, beaux-arts et arts décoratifs, poterie dans le Yorkshire |
| Elsecar Heritage Centre                   |       | Elsecar       | Barnsley       | Industrie          | Village industriel et minier ancien, expositions sur l’histoire et l’industrie locales et Newcomen beam engine, bâtiments abritant un centre des antiquités, des boutiques d’artisanat Elsecar Heritage Railway                        |
| Experience Barnsley                       |       | Barnsley      | Barnsley       | Local              | Histoire sociale et archéologie locales, centre d'archives et expositions temporaires |
| Graves Art Gallery                        |       | Sheffield     | Sheffield      | Art                | Collections d'art britannique et européen des XIXe et XXe siècles |
| Kelham Island Museum                      |       | Sheffield     | Sheffield      | Industrie          | Industries locales, y compris la fabrication de l'acier, les moteurs à vapeur et les véhicules fabriqués par Sheffield dans les années 1920                                                                                            |
| Kings Own Yorkshire Light Infantry Museum |       | Doncaster     | Doncaster      | Militaire          | Histoire et souvenirs de la Kings Own Yorkshire Light Infantry, située dans le même bâtiment que le Doncaster Museum and Art Gallery                                                                                                   |
| Magna Science Adventure Centre            |       | Templeborough | Rotherham      | Science            | Situé dans une ancienne aciérie, expositions pratiques sur la terre, l'air, le feu, l'eau, l'énergie, la fabrication de l'acier |
| Maurice Dobson Museum                     |       | Darfield      | Barnsley       | Local              | website, histoire locale |
| Millennium Gallery                        |       | Sheffield     | Sheffield      | Art                | Expositions d'art et d'artisanat historiques et contemporains |
| National Emergency Services Museum        |       | Sheffield     | Sheffield      | Multiple           | Poste de pompiers et de police historique avec équipement, véhicules, uniformes, artefacts, expositions sur l'histoire locale |
| Rotherham Art Gallery                     |       | Rotherham     | Rotherham      | Art                | website, art et artisanat local |
| S1 Artspace                               |       | Sheffield     | Sheffield      | Art                | Organisation dirigée par des artistes avec des programmes d'expositions contemporaines, de commandes, de projections et d'événements                                                                                                   |
| Sheffield Institute of Arts Gallery       |       | Sheffield     | Sheffield      | Art                | Une partie de l'Sheffield Hallam University, des expositions d'art et de design changeantes |
| Shepherd Wheel                            |       | Sheffield     | Sheffield      | Technologie        | Ancien atelier de meulage à eau équipé d'une roue hydraulique, de coques et de meules |
| Site Gallery                              |       | Sheffield     | Sheffield      | Art                | Expositions changeantes d'œuvres d'art multimédia |
| South Yorkshire Aircraft Museum           |       | Doncaster     | Doncaster      | Aéronautiques      | Occupe l'ancien site de la RAF Doncaster, avions restaurés et historiques |
| South Yorkshire Transport Museum          |       | Aldwarke      | Rotherham      | Transport          | Anciennement Sheffield Bus Museum, histoire du transport par autobus dans le Yorkshire du Sud |
| Turner Museum of Glass                    |       | Sheffield     | Sheffield      | Art                | Partie de l'université de Sheffield, verre des XIXe et XXe siècles |
| Château de Wentworth                      |       | Stainborough  | Barnsley       | Maison historique  | Château du début du XVIIIe siècle en cours de restauration, jardins |
| Weston Park Museum                        |       | Sheffield     | Sheffield      | Multiple           | Art, histoire naturelle, archéologie, arts décoratifs, histoire sociale, artefacts ethnographiques et inuits |
| Worsbrough Mill Museum and Country Park   |       | Worsbrough    | Barnsley       | Moulin             | Comprend un moulin à eau du XVIIe siècle et un moulin à vapeur du XIXe siècle |
| Wortley Top Forge                         |       | Wortley       | Barnsley       | Industrie          | Ancienne forge historique et forge à eau |
| Yorkshire ArtSpace                        |       | Sheffield     | Sheffield      | Art                | Expositions d'art contemporain |
| Yorkshire Sculpture Park                  |       | West Bretton  | West Yorkshire | Art                | Galerie en plein air à la frontière du Yorkshire du Sud et de l'Ouest |

## Musées fermées
- National Centre for Popular Music, Sheffield, fermé en 2000
- York & Lancaster Regiment Museum, Rotherham, fermé en 2011, les collections font maintenant partie du Clifton Park Museum[1]